# Giovanni Schillaci
Giovanni Schillaci (Palermo, 3 de noviembre de 1967) es un deportista italiano que compitió en lucha libre. Ganó dos medallas en el Campeonato Mundial de Lucha, plata en 1991 y bronce en 1994, y cuatro medallas en el Campeonato Europeo de Lucha entre los años 1989 y 1996.
Participó en tres Juegos Olímpicos de Verano, ocupando el sexto lugar en Atlanta 1996 y el séptimo lugar en Seúl 1988.

## Palmarés internacional
| Campeonato Mundial | Campeonato Mundial | Campeonato Mundial | Campeonato Mundial |
| Año                | Lugar              | Medalla            | Categoría          |
| ------------------ | ------------------ | ------------------ | ------------------ |
| 1991               | Varna (Bulgaria)   | Medalla de plata   | 62 kg              |
| 1994               | Estambul (Turquía) | Medalla de bronce  | 62 kg              |
| Campeonato Europeo |                    |                    |                    |
| Año                | Lugar              | Medalla            | Categoría          |
| 1989               | Ankara (Turquía)   | Medalla de bronce  | 62 kg              |
| 1992               | Kaposvár (Hungría) | Medalla de oro     | 62 kg              |
| 1994               | Roma (Italia)      | Medalla de bronce  | 62 kg              |
| 1996               | Budapest (Hungría) | Medalla de plata   | 62 kg              |